# Ascochyta ferulae
Ascochyta ferulae är en svampart som beskrevs av Pat. 1896. Ascochyta ferulae ingår i släktet Ascochyta, ordningen Pleosporales, klassen Dothideomycetes, divisionen sporsäcksvampar och riket svampar.   Inga underarter finns listade i Catalogue of Life.